# 隆城郡
隆城郡，中国南北朝时设置的郡。
南朝梁天监元年（502年）置，治所在仪隆县（今四川省仪陇县金城山顶）。隋朝开皇三年（583年）废。领仪隆、大寅两县。